# Vampýr dlouhojazyčný
Glosofága dlouhojazyčná (Glossophaga soricina, nebo listonos dlouhojazyčný; starší vědecký název: Vespertilio soricinus) je netopýr z čeledi listonosovitých (Phyllostomidae), jeden z nejvíce rozšířených druhů střední a jižní Ameriky.
Vampýr dlouhojazyčný se vyskytuje od severu Mexika až po oblasti střední Argentiny. Měří asi 5 centimetrů a váží jen asi 9 gramů. Při letu využívá k orientaci echolokace k níž kromě uší slouží i charakteristický listovitý výrůstek mířící z nosu nahoru. Živí se zejména květním nektarem; vampýři proto dokonale ovládají třepotavý let na místě, podobně jako kolibříci. Ke sběru nektaru jim napomáhají i prodloužené čelisti a dlouhý daleko vysouvatelný jazyk na konci opatřený hustými papilami ve tvaru kartáčků. Jejich potravu kromě toho tvoří také hmyz a dužina měkkých plodů. Jedná se o polyestrický druh – samice rodí mláďata dvakrát do roka, obvykle v březnu a koncem léta.
Zdroj: Anděra M.: Svět zvířat, Savci 1, strana 86, nakl. Albatros